# 幻の女
『幻の女』（まぼろしのおんな、原題:Phantom Lady）は、コーネル・ウールリッチがウィリアム・アイリッシュ名義で1942年に出版したミステリー小説。アイリッシュ名義での最初の長編小説であり代表作に挙げられる。
1944年にロバート・シオドマク監督により映画化された。
日本では何度かテレビドラマが製作され放映されている。

## 概要
全23章で構成され、各章のタイトルには、「死刑執行前〜」となっている。第1章「死刑執行前150日午後6時」から始まり、死刑執行当日に向けて減って行く。第16章「死刑執行前8日」、第17章「死刑執行前7日」のように章題のみで本文がない章もある。
「The night was young,」、稲葉明雄の翻訳では「夜は若く、」で始まる対句を使用した冒頭の一文は、しばしば引用され、作家の小泉喜美子は「どれだけの人が衝撃を受けただろう」と指摘している。稲葉によれば、この文はポピュラーソング『恋人よ我に帰れ』（1928年）の詞（オスカー・ハマースタイン2世作詞）の冒頭「The sky was blue,」で始まる一文のもじりであるとのことである。2015年には黒原敏行による新訳版が刊行されたが、冒頭の一文は1994年版の稲葉訳と同一である。黒原は新訳版の訳者あとがきにて、稲葉訳以外にはありえないと、稲葉の遺族から了解を得て、稲葉訳をそのまま使用している旨を記している。

## 日本での評価
江戸川乱歩は太平洋戦争の終戦後にアメリカから流入した情報で、戦時中の新作「Phantom Lady」の評判を知り、手を尽くして1946年2月に原書を入手、一読して「新しい探偵小説であり、すぐに訳すべきである」という高評価を与えた。このため1950年の黒沼健による初訳前からその存在を知られ、後年まで圧倒的な知名度を保っている。1945年初頭にアメリカ軍の捕虜になった大岡昇平は、レイテ島の野戦病院で本書の原書を読んでいたという。
- 全日本大学ミステリー連合アンケート調査（1982年）「海外ミステリ=ザ・オール・タイム・ベスト200」 - 3位
- 文藝春秋『東西ミステリーベスト100』 - 1985年版で第2位、2012年版では第4位
- 早川書房『ミステリ・ハンドブック』（1991年）「読者が選ぶ海外ミステリ・ベスト100」 - 1位
- 光文社『エラリー・クイーンズ・ミステリ・マガジン』1999年7月号「21世紀に伝える翻訳ミステリー　オールタイム・ベスト100」 - 5位
- 早川書房『ミステリが読みたい! 2010年版オールタイム・ベスト・ランキングforビギナーズ』 - 2位
- 光文社『ジャーロ』（2005年）「海外ミステリー オールタイム・ベスト100」 - 5位

### 主な日本語訳
- 稲葉明雄訳、早川書房〈ハヤカワ・ポケット・ミステリ〉、のちハヤカワ・ミステリ文庫、1981年
- 黒原敏行訳、早川書房〈ハヤカワ・ミステリ文庫〉、2015年。新訳版

## あらすじ
スコット・ヘンダーソンは以前からキャロル・リッチマンと愛し合っており、その日は妻のマーセラと外で食事をし、離婚を申し出るつもりだった。しかし、マーセラは話し合いを拒否する。激昂したスコットは家を飛び出して、バーで知り合った異様な帽子を冠った黒いドレスの女性（「幻の女」）を誘って、マーセラと観るはずだったブロードウェイの劇場へ行き、食事をしてから深夜前に女性と別れ、家に戻った。家にはバージェス刑事らがいて、スコットを逮捕した。家ではマーセラがスコットのネクタイで絞殺されていたのだ。
スコットは「幻の女」といっしょにいたとアリバイを主張したが、事情聴取を受けたバーテンダーらはスコットは目撃していても「幻の女」のことは知らないと証言した。このため、スコットは有罪が確定し死刑の宣告を受ける。
裁判に違和感を覚えたバージェス刑事は、スコットにスコットのために動いてくれる人間を問い、スコットの友人ジャック・ロンバートに連絡をする。ジャックはスコットに「幻の女」を探し出すことを誓う。また、スコットの愛人であるキャロルもジャックとは別に「幻の女」を探す。キャロルはスコットが一人だったと証言したバーテンダーや舞台ミュージシャンを尾行するが、関係者たちは不審な事故に遭い、次々と死んでいった。判ったのは、証言が嘘であり、証人たちは何者かに買収されたり脅されて、「幻の女」の存在を否定していたということだった。
スコットには劇場プログラムの角を折ってしまう癖があり、ショーの後に「幻の女」が今夜の記念としてスコットの持っていたプログラムを欲しがり、譲ったことを聞いたジャックは、新聞に劇場プログラムを高く買い取るという広告を掲載した。
死刑執行当日になって、ついに「角の折れたプログラム」を売りにきた女が現れた。ジャックは女を車に乗せ刑務所に向かいながら、スコットの無実を証言するよう迫った。女が証言に同意すると、ジャックは車を森の中で停め、女を降ろして銃を突きつけた。以前からジャックはマーセラと不倫関係にあり、あの夜、共に南米に行くことを提案したが、スコットと別れる気の無いマーセラはこれを拒否。ジャックは怒りにまかせてマーセラを絞殺してしまった。その後、ジャックはスコットの後を追い、バーテンダーらを買収していった。そしてスコットの無実を証言できる「幻の女」の口をふさぐために、ジャックは「幻の女」を捜していたのだった。
女が撃たれる直前にジャックの車を尾行していたバージェス刑事たちが駆けつけ、ジャックを真犯人として逮捕した。プログラムを売りに来た女は実はキャロルであった。バージェス刑事の捜査によって本物の「幻の女」は既に発見されていたが、あの夜の後に症状が悪化して今では精神病院に収容され、証言できる状態ではなかった。キャロルとバージェス刑事は、偽の「幻の女」でジャックを罠にはめたのだった。
真犯人のジャックが捕まり、スコットの死刑執行は中止となった。

## 登場人物
スコット・ヘンダースン
株式ブローカー
マーセラ・ヘンダースン
スコットの妻
キャロル・リッチマン
スコットの若い愛人
ジャック・ロンバート
スコットの友人
バージェス
主任刑事
幻の女
 ?
大きな羽根飾りのついたオレンジ色の南瓜のような帽子を被った女

## 映画
1944年公開のフィルム・ノワール。
スタッフ
監督ロバート・シオドマク
脚色バーナード・ショーンフェルド
原作ウィリアム・アイリッシュ
製作ジョーン・ハリソン
撮影ウディ・ブレデル
キャスト
- ジャック・マーロウ - フランチョット・トーン
- キャロル・リッチマン - エラ・レインズ
- スコット・ヘンダースン - アラン・カーティス
- バージェス刑事 - トーマス・ゴメス

## 日本のテレビドラマ

### 1962年版
1962年10月7日にNETテレビ「名作推理劇場」の1話として放映された。1963年3月31日に同じ「名作推理劇場」枠で再放送されている。
スタッフ
- 脚本：田代淳二

キャスト
- 神山繁
- 角梨枝子
- 仲谷昇
- 高須賀夫至子
- 安部徹
- 春木はるみ

### 1966年版
1966年4月30日に「都会の顔－ウィリアム・アイリッシュ「幻の女」より」のタイトルで、NHK「テレビ指定席」の1話として放映された。
スタッフ
- 脚本：中井多津夫
- 音楽：桑原研郎
- 演出：岡崎栄

キャスト
- 杉本：山﨑努
- 坂上：仲谷昇
- 「シャーボールージュ」店主：岸田今日子
- 林由美：文野朋子
- 井村：松村達雄
- 佐久間絢子：真屋順子
- 松宮：名古屋章
- 吉沢：内田稔
- 大沢まゆみ：伊藤幸子
- 家政婦：菅井きん

### 1971年版
1971年10月12日から11月16日まで日本テレビ「火曜日の女シリーズ」枠で放映された。全6話。
スタッフ
- 企画：小坂敬
- プロデューサー：岡本俊次、米沢孝雄
- 脚本：石松愛弘
- 音楽：佐藤允彦
- 監督：長谷部安春
- 助監督：深沢清澄
- 製作：国際放映、日本テレビ

キャスト
- 樫山文枝
- 伊藤孝雄
- 山口崇
- 大坂志郎
- 奈美悦子
- アデール・ラッツ
- 岡崎二朗
- 中井啓輔
- 鮎川浩
- 永谷悟一
- 龍のり子
- 藤代容子
- 田中力
- 沢井孝子
- 田島義文
- 本田路津子（特別出演）
- 矢島正明（ナレーター）

| 日本テレビ 火曜日の女シリーズ | 日本テレビ 火曜日の女シリーズ | 日本テレビ 火曜日の女シリーズ |
| 前番組                        | 番組名                        | 次番組                        |
| ----------------------------- | ----------------------------- | ----------------------------- |
| 九月は幻の海                  | 幻の女                        | 喪服の訪問者                  |

### 1981年版
1981年9月12日に『幻の女 離婚殺人の罠』のタイトルでテレビ朝日「土曜ワイド劇場」枠で放映された。
スタッフ
- 脚本：佐治乾
- 監督：小沼勝

キャスト
- 水沢アキ
- 山口崇
- 中島ゆたか
- 藤岡琢也
- 前田美波里
- 江原真二郎
- 宮下順子
- 真理明美

### 1993年版
1993年7月5日に「幻の女・闇に消えたアリバイ」のタイトルで関西テレビ制作、フジテレビ系列にて、「サスペンス・魔」の1話として放映された。
スタッフ
- 脚本：小森名津
- 音楽：樋口康雄
- 監督：中島貞夫
- 助監督：久郷久雄
- プロデューサー：松平乗道、亀岡正人
- プロデューサー補：小林由幸、伊藤達弘
- 企画：栢原幹
- 製作：加藤哲夫
- 制作：東映（東映京都撮影所）、関西テレビ放送

キャスト
- 十朱幸代
- 草刈正雄
- 寺泉憲
- 大橋吾郎
- 平泉成
- 風祭ゆき
- 鶴田忍
- 八木厚也
- 小船秋夫
- 東竜子
- 亀井洋子
- 藤坂有希
- 富永礼子

## 漫画
わたなべまさこが本作の漫画化を行っている。描き下ろし単行本として主婦の友社「TOMOコミックス 名作ミステリー」28巻として1979年に出版された。
1992年にはホーム社より刊行されたわたなべまさこ名作集の『幻の女 10月の罌粟』として再刊されている。なお、並録の「10月の罌粟」はアイラ・レヴィンの「死の接吻」の漫画化作品である。
また、わたなべはアイリッシュ（コーネル・ウールリッチ）の作品から「黒衣の花嫁」を「炎のカメリア」、「死者との結婚」を「6月の花嫁」として漫画化している。
- 幻の女 10月の罌粟 ISBN 4-8342-8040-3